# Fuencaliente de La Palma
Fuencaliente de La Palma es un municipio español situado en el extremo sur de la isla de La Palma, en la provincia de Santa Cruz de Tenerife, comunidad autónoma de Canarias. Tiene una extensión de 56,42 km² y una población de 1900 habitantes (INE 2024).
Fuencaliente se enclava en la parte meridional de la dorsal volcánica de la Cumbre Vieja, abarcando en pronunciada pendiente desde las costas del océano Atlántico hasta los 1900 metros de altitud. Sus jóvenes suelos son aprovechados principalmente para el cultivo de la viña, destacando la variedad malvasía.  La capital municipal se localiza en la localidad de Los Canarios, seguida en población por el barrio de Las Indias. El resto de entidades que constituyen el municipio son Los Quemados, Las Caletas, La Fajana y el caserío de El Charco.
Por este territorio han discurrido las lavas de cuatro de las erupciones históricas de La Palma: Martín (1646), Fuencaliente (1677), El Charco (1712) y Teneguía (1971).  El volcán de 1677 sepultó la Fuente Santa, un balneario de gran fama en su época,  cuyas aguas mediciales fueron redescubiertas en 2005. Los volcanes han generado una amplia zona costera en la que se ha asentado el cultivo del plátano y el turismo, y en la que se encuentran las salinas, el faro de Fuencaliente y playas como la de Echentive.

## Toponimia
El nombre del municipio viene de una fuente de aguas termales medicinales (las crónicas de la época dicen que sus aguas curaban enfermedades de la piel) conocida como Fuente Santa que había en la costa del municipio, cerca de la actual Playa de Echentive, y que fue sepultada por las lavas del volcán de Fuencaliente (comúnmente confundido con el prehistórico volcán de San Antonio) en el siglo XVII. En 2005, la Consejería de Obras Públicas del Gobierno de Canarias en colaboración con el Ayuntamiento halló aguas subterráneas a 47 °C.
Hasta la reforma de la nomenclatura municipal de 1916 el municipio se llamaba simplemente Fuencaliente. En dicha fecha su nombre fue modificado por el de Fuencaliente de La Palma.

## Geografía
El punto más alto del municipio es El Volcán de Martín, con una altitud de 1547 m sobre el nivel del mar, y se encuentra aproximadamente, a 6,2 km del núcleo urbano.
El municipio tiene una extensión de 56,42 km² (el 8% de la superficie total de la isla), la altitud de la capital municipal (Los Canarios) es de 750 m sobre el nivel del mar y tiene una longitud de costa de 29,18 km.
| Noroeste: Los Llanos de Aridane | Norte: El Paso        | Nordeste: Villa de Mazo |
|                                 |                       |                         |
|                                 | Sur: Océano Atlántico |                         |

## Historia
El territorio del municipio ha sido asolado varias veces por erupciones volcánicas, de hecho, la antepenúltima erupción volcánica ocurrida en España, fue la del volcán Teneguía (1971), que está situado en el municipio. Gran parte del municipio se halla protegido, con las figuras del Parque natural de Cumbre Vieja, Reserva natural de los Volcanes de Fuencaliente, el Paisaje protegido de Tamanca y el Sitio de interés científico de las Salinas de Fuencaliente. La economía del municipio se basa en el cultivo del plátano, turismo, el cultivo de la vid y la elaboración de vino. Actualmente, cuenta con un mirador astronómico y centro de interpretación del cielo, ambos ubicados en el Volcán de San Antonio.
En 2009 fue evacuado a causa de uno de los mayores incendios de la Palma, sufriendo así, daños importantes en los bosques y áreas recreativas.

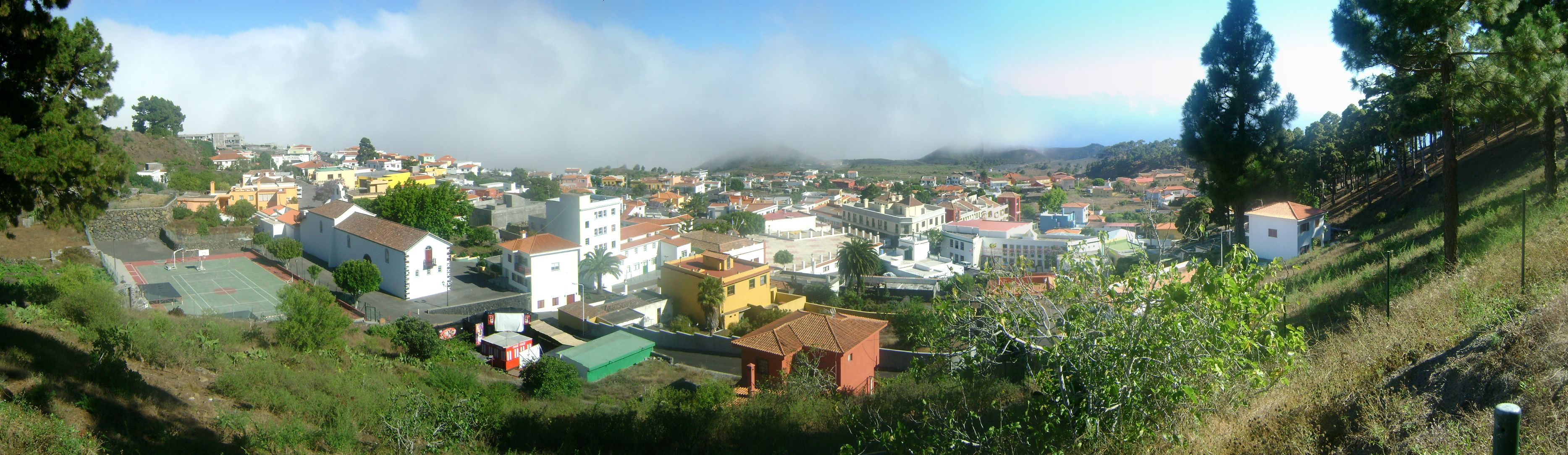
Panorámica de Los Canarios en 2009

Anteriormente fue un barrio del municipio de Villa de Mazo, hasta que se constituyó como municipio independiente. Viene aproximadamente a corresponder con el territorio que ocupó el cantón prehispánico de Abenguareme.

## Demografía
Fuencaliente de La Palma cuenta con una población de 1900 habitantes (INE 2024).
| Gráfica de evolución demográfica de Fuencaliente de La Palma entre 1842 y 2021                                      |
| |
| Población de derecho según los censos de población del INE Población de hecho según los censos de población del INE |

### Población por núcleos

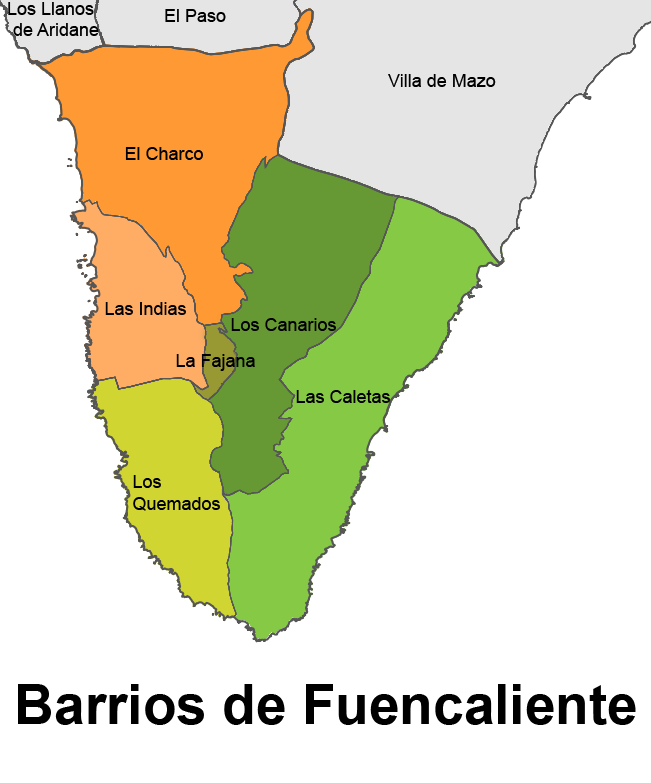
Barrios de Fuencaliente

| Núcleos      | Habitantes (2015) | Varones | Mujeres |             |     |    |    |
| ------------ | ----------------- | ------- | ------- | ----------- | --- | -- | -- |
| Núcleos      | Habitantes (2015) | Varones | Mujeres | Las Caletas | 159 | 81 | 78 |
| Los Canarios | 681               | 350     | 331     |             |     |    |    |
| El Charco    | 27                | 15      | 12      |             |     |    |    |
| La Fajana    | 35                | 16      | 19      |             |     |    |    |
| Las Indias   | 591               | 296     | 295     |             |     |    |    |
| Los Quemados | 237               | 123     | 114     |             |     |    |    |

## Administración y política
Actualmente el municipio está gobernado por Coalición Canaria, con Gregorio Clemente Alonso Méndez a la cabeza.
El Ayuntamiento está conformado por 9 concejales. En la siguiente tabla, se muestran los resultados de las elecciones municipales en Fuencaliente desde el año 2007 hasta el 2023.
| Partido político | Partido político                           | 2007   | 2011   | 2015   | 2019   | 2023   |
| Partido político | Partido político                           | Ediles | Ediles | Ediles | Ediles | Ediles |
|                  | Coalición Canaria (CC)                     | 4      | 5      | 4      | 5      | 5      |
|                  | Unión Progresista de Fuencaliente (UPF)    | 3      | 3      | 3      | 3      | 1      |
|                  | Partido Socialista Obrero Español (PSOE)   | 1      | 1      | 1      | 0      | 2      |
|                  | Partido Popular (PP)                       | 1      | 0      | 0      | —      | —      |
|                  | Sí Se Puede (SSP)                          | —      | —      | 1      | 1      | 1      |
|                  | Agrupación Palmera de Independientes (API) | 2      | 0      | —      | —      | —      |

## Servicios

### Transporte y comunicaciones
El municipio cuenta con servicio de taxi y está comunicado con las siguientes líneas insulares de guagua:
| Línea | Trayecto                                     | Recorrido     |
| ----- | -------------------------------------------- | ------------- |
| 23    | Fuencaliente (Los Canarios) – Hotel – Faro   | Horario/Línea |
| 200   | Fuencaliente – Mazo – Breña Baja – S/C Palma | Horario/Línea |
| 201   | Fuencaliente – Hoyo de Mazo – S/C Palma      | Horario/Línea |
| 210   | Fuencaliente – Los Llanos                    | Horario/Línea |

## Cultura

### Fiestas
Aparte de celebrar el día del patrón de San Antonio Abad, en el mes de agosto, se hace la Fiesta de la Vendimia conmemorando a los viticultores del pueblo. En esta fiesta se puede ver los famosos caballo fuscos, que provienen, del barrio de Los Quemados, bailando una polka, haciendo un importante papel en la celebración.

### Deporte
El municipio cuenta con unas instalaciones deportivas en las cuales se puede practicar cualquier tipo de deporte. Desde gimnasia rítmica y kárate, pasando por el fútbol, hasta el trail running, este último cuenta con una mayor facilidad de práctica. También hay varios clubes deportivos, entre ellos el club Fuenkatrail y la U.D. Fuencaliente.

## Localidades hermanadas
- Fuencaliente (Ciudad Real) (1987)[14]